# Celosia taitoensis
Celosia taitoensis là loài thực vật có hoa thuộc họ Dền. Loài này được Hayata mô tả khoa học đầu tiên năm 1911.